# Alexander Kerfoot
Alexander Kerfoot (Vancouver, Columbia Británica, 11 de agosto de 1994), apodado Kerf, Kerfy, Footer o Footsie, es un jugador profesional canadiense de hockey sobre hielo que se desempeña en la posición de centro en Arizona Coyotes, equipo de la National Hockey League (NHL).

## Carrera
Fue seleccionado en la quinta ronda en la NHL Entry Draft de 2012. En 2017 hizo su debut profesional con el equipo Colorado Avalanche, en el cual jugó dos temporadas (2017-2019), después pasó a Toronto Maple Leafs (2019-2023), luego a Arizona Coyotes, donde lleva jugando una temporada.